# Distretto di Saybouathong
Il distretto di Saybouathong è uno dei nove distretti (mueang) della provincia di Khammouan, nel Laos. Ha come capoluogo la città di Saybouathong.